# Football Club de Nancy
Il Football club de Nancy  fu una società calcistica francese fondata a Nancy nel 1901.
Disputò due finali di Coppa di Francia, entrambe perse, una nel 1953 e l'altra nel 1962.

## Palmarès

### Competizioni nazionali
- Campionato francese di seconda divisione: 1

1945-1946 (gruppo nord)

### Altri piazzamenti
- Coppa di Francia:

Semifinalista: 1947-1948, 1950-1951, 1955-1956
- Campionato francese di seconda divisione:

Secondo posto: 1959-1960
Terzo posto: 1938-1939